# Arno Penzias
Arno Allan Penzias, född 26 april 1933 i München, Tyskland, död 22 januari 2024 i San Francisco, Kalifornien, var en tyskfödd amerikansk fysiker vid Bell Laboratories i Holmdel, New Jersey. 
Penzias och Robert Woodrow Wilson fick nobelpriset i fysik 1978 "för deras upptäckt av den kosmiska bakgrunden av mikrovågor". Wilson och Penzias fick dela på halva prissumman, medan den andra halvan tilldelades Pyotr Kapitsa.